# Football Club Groningen
O Football Club Groningen é um clube neerlandês de futebol, da cidade de Groninga. Suas cores são verde e branco e o clube joga na Eredivisie, a primeira divisão do futebol neerlandês.

## História
O clube foi fundado em 1915 como Unitas, posteriormente sendo renomeado para GVAV em 1917 e FC Groningen em 1971. Seus jogos em casa foram realizados no Oosterpark Stadion de 1971 até 2005, quando se mudaram para o Hitachi Capital Mobility Stadion. Este estádio ainda é mais frequentemente chamado de Euroborg, seu nome anterior.
O melhor resultado do clube na Eredivisie foi o terceiro lugar (1991 e 2006), e o pior resultado foi o rebaixamento para a Eerste Divisie (1974, 1998 e 2023). O clube venceu a KNVB Cup na temporada 2014-15. 
O clube revelou jogadores como os irmãos Erwin Koeman, Ronald Koeman, Arjen Robben e Virgil Van Dijk. Arjen Robben retornou ao seu clube do coração para disputar a Temporada 2020/21, ele que começou como jogador das categorias de base aos 12 anos de idade e após sair jogou 18 anos fora em alto nível.

### Conquistas nacionais
- KNVB Cup: (2014–15)
- Campeonato Holandês da Segunda Divisão: (1979-80)

### Participações em competições daUEFA
- Taça das Taças:  1[3]
- UEFA Europa League:  9
- Taça Intertoto:  3

## Elenco atual
Atualizado dia 11 de abril de 2021.
- Atual Capitão
- Jogador Lesionado